# Astrid Belgická
Princezna Astrid Belgická, arcivévodkyně Rakouská Este (Astrid Joséphine-Charlotte Fabrizia Elisabeth Paola Maria, 5. červen 1962, Laeken, Belgie) je druhé dítě a první dcera krále Alberta II. a jeho ženy královny Paoly a mladší sestra současného belgického monarchy, krále Filipa. Vzala si prince Lorenza Belgického, hlavu větve Rakouští-Este rodu Habsbursko-lotrinských. Je pátá v linii následnictví belgického trůnu.

## Biografie
Princezna Astrid se narodila jeden den před 28. narozeninami svého otce v Château de Belvédère poblíž Laekenu. Byla pojmenována po své zesnulé babičce z otcovy strany, Astrid Švédské, oblíbené první manželce krále Leopolda III. Jejími kmotry byli její strýc Fabrizio, princ Ruffo di Calabria-Santapau, 7. vévoda di Guardia Lombarda a její teta velkovévodkyně Josefína Šarlota Lucemburská.
Studovala gymnázium v Bruselu, pak studovala rok historii umění na univerzitě v Leidenu, vzdělání dokončila v Ženevě a v Michiganu. V letech 1984–1993 žila se svou rodinou v Basileji, kde její muž pracoval. Spolu se svými sourozenci princem Philippem a princem Laurentem je členkou belgického Senátu. V letech 1994–2007 byla také prezidentkou belgického Červeného kříže.

### Manželství a děti
22. září 1984 se v Bruselu provdala za arcivévodu Lorenze Rakouského d'Este, následně hlavu arcivévodského rodu Rakouští-Este. Lorenz je nejstarší syn arcivévody Roberta Rakouského-d'Este a jeho manželky princezny Markéty Savojské-Aosta a královským výnosem ze dne 27. listopadu 1995 byl také ustanoven princem Belgie.
Astrid a Lorenz mají pět dětí:
- 1. Amedeo (* 21. 2. 1986 Woluwe-Saint-Lambert)
  - ⚭ 2014 Elisabetta Maria Rosboch von Wolkenstein (9. 9. 1987 Řím)
- 2. Maria Laura (* 26. 8. 1988 Woluwe-Saint-Lambert)
- 3. Joachim (* 9. 12. 1991 Woluwe-Saint-Lambert)
- 4. Luisa Maria (* 11. 10. 1995 Brusel)
- 5. Laetitia Maria (* 23. 4. 2003 Brusel)

## Královská role
Astrid byla dříve prezidentkou belgického Červeného kříže, na pozici skončila dne 31. prosince 2007. Do role odmítla kandidovat znovu s ohledem na vnitřní boje v organizaci při usmiřování jejích frankofonních a vlámských poboček, každá z nich usiluje o větší samostatnost. Princezna je také plukovníkem v lékařské složce belgických ozbrojených sil. Její oficiální rezidence je Zámek Laeken na okraji Bruselu.
Je členkou čestné rady Mezinárodního paralympijského výboru.

## Tituly a oslovení
- 5. června 1962–22. září 1984: Její královská Výsost princezna Astrid Belgická
- 22. září 1984–současnost: Její císařská a královská Výsost princezna Astrid Belgická, arcivévodkyně Rakouská-Este

## Vyznamenání
- velkokříž Záslužného řádu Spolkové republiky Německo – Německo, 13. července 1998
- velkokříž Řádu Adolfa Nasavského – Lucembursko, 15. března 1999
- velkokříž Řádu za občanské zásluhy – Španělsko, 12. května 2000[2]
- komtur velkokříže Řádu polární hvězdy – Švédsko, 7. května 2001[3]
- velkokříž Norského královského řádu za zásluhy – Norsko, 20. května 2003[4]
- velkokříž Řádu prince Jindřicha – Portugalsko, 8. března 2006[5]
- velkokříž Řádu koruny – Nizozemsko, 20. června 2006
- velkokříž Záslužného řádu Maďarské republiky – Maďarsko, 18. dubna 2008[6]
- velkokříž Řádu Leopolda – Belgie

## Vývod z předků
|                 |                                 |  |                             |                                                |  |  |  |  |  |  |  | Filip Belgický |
|                 |                                 |  |                             |                                                |  |  |  |  |  |  |  |                |
|                 | Albert I. Belgický              |  |                             |                                                |  |  |  |  |  |  |  |                |
|                 |                                 |  |                             |                                                |  |  |  |  |  |  |  |                |
|                 |                                 |  |                             | Marie Hohenzollernská                          |  |  |  |  |  |  |  |                |
|                 |                                 |  |                             |                                                |  |  |  |  |  |  |  |                |
|                 | Leopold III. Belgický           |  |                             |                                                |  |  |  |  |  |  |  |                |
|                 |                                 |  |                             |                                                |  |  |  |  |  |  |  |                |
|                 |                                 |  |                             | Karel Teodor Bavorský                          |  |  |  |  |  |  |  |                |
|                 |                                 |  |                             |                                                |  |  |  |  |  |  |  |                |
|                 | Alžběta Gabriela Bavorská       |  |                             |                                                |  |  |  |  |  |  |  |                |
|                 |                                 |  |                             |                                                |  |  |  |  |  |  |  |                |
|                 |                                 |  |                             | Marie Josefa Portugalská                       |  |  |  |  |  |  |  |                |
|                 |                                 |  |                             |                                                |  |  |  |  |  |  |  |                |
|                 | Albert II. Belgický             |  |                             |                                                |  |  |  |  |  |  |  |                |
|                 |                                 |  |                             |                                                |  |  |  |  |  |  |  |                |
|                 |                                 |  |                             | Oskar II. Švédský                              |  |  |  |  |  |  |  |                |
|                 |                                 |  |                             |                                                |  |  |  |  |  |  |  |                |
|                 | Karel Švédský                   |  |                             |                                                |  |  |  |  |  |  |  |                |
|                 |                                 |  |                             |                                                |  |  |  |  |  |  |  |                |
|                 |                                 |  |                             | Žofie Nasavská                                 |  |  |  |  |  |  |  |                |
|                 |                                 |  |                             |                                                |  |  |  |  |  |  |  |                |
|                 | Astrid Švédská                  |  |                             |                                                |  |  |  |  |  |  |  |                |
|                 |                                 |  |                             |                                                |  |  |  |  |  |  |  |                |
|                 |                                 |  |                             | Frederik VIII. Dánský                          |  |  |  |  |  |  |  |                |
|                 |                                 |  |                             |                                                |  |  |  |  |  |  |  |                |
|                 | Ingeborg Dánská                 |  |                             |                                                |  |  |  |  |  |  |  |                |
|                 |                                 |  |                             |                                                |  |  |  |  |  |  |  |                |
|                 |                                 |  |                             | Luisa Švédská                                  |  |  |  |  |  |  |  |                |
|                 |                                 |  |                             |                                                |  |  |  |  |  |  |  |                |
| Astrid Belgická |                                 |  |                             |                                                |  |  |  |  |  |  |  |                |
|                 |                                 |  |                             |                                                |  |  |  |  |  |  |  |                |
|                 |                                 |  | Fulco VI. Ruffo di Calabria |                                                |  |  |  |  |  |  |  |                |
|                 |                                 |  |                             |                                                |  |  |  |  |  |  |  |                |
|                 | Fulco VII. Ruffo di Calabria    |  |                             |                                                |  |  |  |  |  |  |  |                |
|                 |                                 |  |                             |                                                |  |  |  |  |  |  |  |                |
|                 |                                 |  |                             | Eleonora Galletti dei Marchesi di San Cataldo  |  |  |  |  |  |  |  |                |
|                 |                                 |  |                             |                                                |  |  |  |  |  |  |  |                |
|                 | Fulco Ruffo di Calabria         |  |                             |                                                |  |  |  |  |  |  |  |                |
|                 |                                 |  |                             |                                                |  |  |  |  |  |  |  |                |
|                 |                                 |  |                             | Theodore Mosselman du Chenoy                   |  |  |  |  |  |  |  |                |
|                 |                                 |  |                             |                                                |  |  |  |  |  |  |  |                |
|                 | Laura Mosselman du Chenoy       |  |                             |                                                |  |  |  |  |  |  |  |                |
|                 |                                 |  |                             |                                                |  |  |  |  |  |  |  |                |
|                 |                                 |  |                             | Isabelle Coghen                                |  |  |  |  |  |  |  |                |
|                 |                                 |  |                             |                                                |  |  |  |  |  |  |  |                |
|                 | Paola Belgická                  |  |                             |                                                |  |  |  |  |  |  |  |                |
|                 |                                 |  |                             |                                                |  |  |  |  |  |  |  |                |
|                 |                                 |  |                             | Calisto Gazelli di Rossana e di San Sebastiano |  |  |  |  |  |  |  |                |
|                 |                                 |  |                             |                                                |  |  |  |  |  |  |  |                |
|                 | Augusto Gazelli                 |  |                             |                                                |  |  |  |  |  |  |  |                |
|                 |                                 |  |                             |                                                |  |  |  |  |  |  |  |                |
|                 |                                 |  |                             | Francesca Cotti di Ceres                       |  |  |  |  |  |  |  |                |
|                 |                                 |  |                             |                                                |  |  |  |  |  |  |  |                |
|                 | Luisa Gazelli                   |  |                             |                                                |  |  |  |  |  |  |  |                |
|                 |                                 |  |                             |                                                |  |  |  |  |  |  |  |                |
|                 |                                 |  |                             | Enrico Vittore Felice Rignon                   |  |  |  |  |  |  |  |                |
|                 |                                 |  |                             |                                                |  |  |  |  |  |  |  |                |
|                 | Maria Cristina dei Conti Rignon |  |                             |                                                |  |  |  |  |  |  |  |                |
|                 |                                 |  |                             |                                                |  |  |  |  |  |  |  |                |
|                 |                                 |  |                             | Luisa Perrone dei Marchesi di San Martino      |  |  |  |  |  |  |  |                |
|                 |                                 |  |                             |                                                |  |  |  |  |  |  |  |                |